# Saulius Bužauskas

Bischofswappen von Saulius Bužauskas

Saulius Bužauskas (* 19. Juli 1972 in Garliava, Litauische SSR) ist ein litauischer römisch-katholischer Geistlicher und Weihbischof in Kaunas.

## Leben
Nach dem Abitur an der Sekundarschule in Sowjetlitauen absolvierte Saulius Bužauskas  von 1990 bis 1998 das Studium Kommunikationswissenschaft in Saulėtekis an der Universität Vilnius in der litauischen Hauptstadt Vilnius und erlangte einen Master. Neben seinem Studium war er von 1997 bis 1998 als Korrespondent in der Redaktion der Zeitschrift Ūkininko patarėjas („Berater des Landwirts“) tätig. Ferner trat Bužauskas 1997 in Vilnius der Bewegung Glaube und Licht bei.
Von 1998 bis 2001 arbeitete er als Bibliothekar an der Universitätsbibliothek Vilnius. Anschließend studierte Bužauskas Philosophie und Katholische Theologie am St.-Josef-Priesterseminar Vilnius. Er wurde am 20. Januar 2007 zum Diakon geweiht und empfing am 12. April 2008 das Sakrament der Priesterweihe für das Erzbistum Vilnius.
Bužauskas wirkte als Pfarrvikar an der Kathedrale St. Stanislaus in Vilnius, bevor er 2014 Spiritual am St.-Josef-Priesterseminar in Vilnius wurde. Von 2018 bis 2019 war er Pfarrvikar der Pfarrei St. Peter und Paul in Vilnius. Zudem war er von 2011 bis 2019 als Kaplan am Versmės-Gymnasium in Vilnius tätig. Ab 2019 fungierte Bužauskas als Programmdirektor von Radio Maria Litauen und erneut als Spiritual am St.-Josef-Priesterseminar.
Am 27. Februar 2023 ernannte ihn Papst Franziskus zum Titularbischof von Castellum Tatroportus und zum Weihbischof in Kaunas. Der Erzbischof von Kaunas, Kęstutis Kėvalas, spendete ihm am 22. April desselben Jahres in der Kathedrale St. Peter und Paul in Kaunas die Bischofsweihe; Mitkonsekratoren waren der Apostolische Nuntius in Litauen, Lettland und Estland, Erzbischof Petar Rajič, und der Erzbischof von Vilnius, Gintaras Linas Grušas.